# Copestylum vittatum
Copestylum vittatum är en tvåvingeart som beskrevs av Thompson 1976. Copestylum vittatum ingår i släktet Copestylum och familjen blomflugor. Inga underarter finns listade i Catalogue of Life.